# 1981年の映画
1981年の映画（1981ねんのえいが）では、1981年（昭和56年）の映画分野の動向についてまとめる。
1980年の映画 - 1981年の映画 - 1982年の映画

## 出来事

### 世界
- 米国、『レイダース/失われたアーク《聖櫃》』（スティーヴン・スピルバーグ監督）が配給収入1億1200万ドルで[注 1]1981年の1位となる[2]。
- 1月
  - 1月31日 - 黒澤明監督『影武者』が1980年度フランス・セザール賞外国映画優秀賞受賞[3]。
- 2月
  - 2月12日 - 黒澤明監督『影武者』がベオグラード国際映画祭最優秀芸術賞受賞[3]。
  - 2月24日 - 第31回ベルリン映画祭で『ツィゴイネルワイゼン』が審査員特別賞と国際アート・シネマ連盟賞受賞[4]。
  - 2月27日 - 20世紀フォックス、石油富豪マーヴィン・デイビス（英語版）に買収されたことを発表[4]。
- 3月
  - 3月15日 - 映画監督ルネ・クレール（82歳）死去[5][6]。
- 4月
  - 4月18日 - 山本薩夫監督『あゝ野麦峠』（新日本映画）が中国文化省五十五年度優秀外国映画に選出[7]。
- 5月
  - 5月21日 - トランスアメリカ社（英語版）が、子会社のUAをMGMに売却[7][6]。その後、MGMは社名をMGM/UAと変更[2]。
  - 5月27日 - ポーランド映画『鉄の男』（アンジェイ・ワイダ監督）が第34回カンヌ国際映画祭パルム・ドール受賞[8]、映画には連帯のワレサ議長が出演していることでも話題となる[2]。
- 7月
  - 7月21日 - 第12回モスクワ映画祭で『泥の河』（小栗康平監督）が銀賞受賞[4]。
  - 7月27日 - 映画監督ウィリアム・ワイラー（79歳）死去[6]。
- 8月
  - 8月29日 - 中国・ハルピン、瀋陽で日本映画祭を開催[4]。〔山口百恵・三浦友和の〕『風立ちぬ』などを上映[4]。
- 10月
  - 10月16日 - ソ連で初めての東映映画祭、モスクワなど5都市で開催[9]。
  - 10月22日 
    - MGM、UA、パラマウント映画、ユニバーサル映画のメジャー4社が海外配給網の新組織UIPを設立[4][6]。
    - イタリア・ミラノ市、フィエラ・ディ・ミラノ中央ホールを川喜多記念ホールと命名[4]。
- 11月
  - 11月10日 - フランス、サイレント映画の名匠アベル・ガンス（監督・脚本家・俳優）死去[2][10]。
  - 11月12日 - 俳優ウィリアム・ホールデン（63歳）死去[11][6]。
  - 11月29日 - 女優ナタリー・ウッド（43歳）死去[11]。

### 日本
- 森田芳光『の・ようなもの』（9月公開）、澤井信一郎『野菊の墓』（8月公開）で映画監督デビュー[2]。
- 1月
  - 1月12日 - 東宝、1980年度の年間配給収入が132億3531万円と史上初の100億円突破[3]。
  - 1月28日
    - 「サヨナラ日劇フェスティバル」始まる（2月15日まで）[12]。
    - 東宝ビルトのオープンセットやスタジオで火事となったが、人的被害はなし[4]。
- 2月
  - 2月4日 - ビジネスホテル・福岡東映ホテルがオープン[13][14]。
  - 2月11日 - たのきんスーパーヒットシリーズ第1弾『スニーカーぶる～す』と『帰ってきた若大将』の2本立てが邦画日計新記録を樹立[3]。
  - 2月22日 - 東京・丸の内東宝は『マッドストーン』（2月7日公開）、日劇文化は鈴木清順監督『ツゴイネルワイゼン』で閉館[3]。
- 3月
  - 3月14日 - 東映まんがまつり公開[9]。松竹『機動戦士ガンダム』、東宝『ドラえもん のび太の宇宙開拓史』とぶつかり、史上空前のアニメ戦争[9]。
  - 3月20日 - 東宝・東宝企画・東宝映像・東宝美術・東宝アドセンターが参加した神戸ポートアイランド博覧会（ポートピア'81）が開幕[4]。
- 4月
  - 石原裕次郎、解離性大動脈瘤で倒れ、緊急入院[2][15]。
- 5月
  - 5月1日 - 映画監督五所平之助（79歳）死去[5][16]。
  - 5月15日 - 独立プロを含む優秀なプロデューサーに与えられる藤本賞が設立[7]。
  - 5月20日 - 中村登監督死去[2][17]。
  - 5月23日
    - 東宝東和『エレファント・ マン』（デイヴィッド・リンチ監督）公開[18]、大ヒット[2]。
    - 東映セントラルフィルム、『泥の河』（小栗康平監督）を配給、映画は高評価[9]。

  - 5月24日 - 映画界に功績を残した川喜多長政東宝東和会長死去[2][19]。
- 6月
  - 6月2日 - 神奈川県・大船撮影所に松竹ショッピング・センター新築オープン[4][5][6]。
  - 6月6日 - 角川春樹事務所企画『魔界転生』（深作欣二監督）封切、ヒット[9]。
  - 6月17日 - 降旗康男監督『駅 STATION』公開記念として、日本一周ブルートレイン「駅」号計画が発表され、申込み殺到となる[7]。
- 7月
  - 7月18日 - ディズニーアニメ『101匹わんちゃん大行進』（1962年日本公開）封切、併映の『Dr.スランプ アラレちゃん ハロー!不思議島』が人気で高稼働[9]。
  - 7月19日 - 時代劇の父・伊藤大輔監督死去[2][20]。
- 8月
  - にっかつ、ロマンポルノ10周年記念作品『ラブレター』（東陽一監督）公開[21]。
  - 8月1日 - 『さよなら銀河鉄道999』（りんたろう監督）、東映洋画系で封切、アニメファンを大量動員してヒット[9]。
  - 8月8日 - 昨年の東映『二百三高地』のヒットに続き、東宝『連合艦隊』が公開され、ヒット[6][22]。各社「戦争物」の企画が増加[6]。
  - 8月16日 - 松竹、千葉県・船橋ららぽーとに船橋ヘルスセンター・三井不動産と提携したドライブインシアター「CINE-FI ららぽーとPIT（パーク・イン・シアター）」をオープン[4]。
- 9月
  - 9月12日から先行公開された松山善三監督『典子は、今』が熊本県下で大ヒット[11][23]。
- 10月
  - 10月2日 - 東映、経費節減のため、北海道支社管内の一部劇場で金曜休日制を実施[4]。
  - 10月3日 - 角川映画『悪霊島』（篠田正浩監督）、9大都市の東映洋画系で公開、ヒット[9]。
  - 10月9日 - パイオニア、国内初のレーザーディスクプレーヤーとソフト70タイトル発売[4]。
  - 10月26日 - 喜劇俳優伴淳三郎（73歳）死去[11][24]。
  - 10月31日 - 東京・テアトル東京、『天国の門』で閉館[24]。
- 11月
  - 11月5日 - 映画監督渡辺邦男（82歳）死去[24][25]。
  - 11月6日 - 川喜多かしこ、高野悦子両名第29回菊池寛賞受賞[24]。
- 12月
  - 都興連、6月・9月の第1月曜日、映画の日の年3回のサービスデー実施を決定[24]。
  - 12月1日
    - 「映画の日」に全国1,500館で入場料金の半額割引を初めて実施[24]。前日と比較して、動員が4倍強・興行収入が2倍強の賑わい[24]。
    - 東映大泉撮影所が合理化に伴う再開発、オープンセット跡地に大型ショピングセンタープラッツ大泉の建設が始まる[13][6]。

  - 12月11日 - 新宿東急文化会館にシネマスクエアとうきゅうオープン[26]。
  - 12月19日 - 角川春樹事務所=キティ・フィルム提携『セーラー服と機関銃』（相米慎二監督）と東映映画『燃える勇者』（土橋亨監督）の2本立てが公開され[27]、ヒット[28]。翌12月20日、大阪市北区・梅田東映など3館で行われる予定だった薬師丸ひろ子の舞台挨拶は、ファン殺到のため機動隊が出動する騒ぎとなって中止[28][29]。
  - 12月28日 - 推理作家横溝正史（79歳）死去[11][30]。
  - 12月31日 - 東宝、年間配給収入が2年連続で100億円の大台を突破[6]。
- 月日不詳
  - ATGが年間3 - 4本のペースで「1000万円映画」の製作を復活[6]。

## 日本の映画興行
- 入場料金（大人） 
  - 1,500円[31][32]
  - 映画館・映画別
    - 1,500円（松竹、正月映画『男はつらいよ 寅次郎かもめ歌』）[33]
    - 1,500円（松竹、8月公開『男はつらいよ 浪花の恋の寅次郎』）[34]

  - 1,465円（統計局『小売物価統計調査（動向編） 調査結果』[35] 銘柄符号 9341「映画観覧料」）[36]
- 入場者数 1億4945万人[37] -  1億5000万人を下回るワースト記録[38]。〔ただし、1987年にはワースト記録を更新する。〕 キネマ旬報は、レジャーの多様化や慢性化する構造不況、また、一般大衆が映画に対する興味を失い、映画の観客が若者中心となったことを原因に挙げている[38]。
- 興行収入 1632億5900万円[37]
- 家庭用ビデオテープレコーダ(VTR)の普及率 5.1% (内閣府「消費動向調査」)[39]

| 配給会社 | 配給本数 | 配給本数 | 配給本数 | 年間配給収入  | 概要 |
| 配給会社 | 新作     | 再映     | 洋画     | 前年対比      | 概要 |
| -------- | -------- | -------- | -------- | ------------- | --- |
| 松竹     | 18       | 18       | 18       | 61億4245万円  | 配給収入10億円の大台を突破したのは、『男はつらいよ 寅次郎かもめ歌』（13.8億円）、『男はつらいよ 浪花の恋の寅次郎』（13.1億円）の2番組。『機動戦士ガンダムI』（9.4億円）、『機動戦士ガンダムII 哀・戦士篇』（7.7億円）、『北斎漫画』（4.2億円）は好稼働。大作『ええじゃないか』（4.2億円）と『真夜中の招待状』は惨敗。キネマ旬報によれば、松竹の企画は若い観客層とマッチしていない。『男はつらいよ』シリーズ以外のヒット作の誕生が待たれる。 |
| 松竹     | 15       | 3        | 0        | 110.7%        | 配給収入10億円の大台を突破したのは、『男はつらいよ 寅次郎かもめ歌』（13.8億円）、『男はつらいよ 浪花の恋の寅次郎』（13.1億円）の2番組。『機動戦士ガンダムI』（9.4億円）、『機動戦士ガンダムII 哀・戦士篇』（7.7億円）、『北斎漫画』（4.2億円）は好稼働。大作『ええじゃないか』（4.2億円）と『真夜中の招待状』は惨敗。キネマ旬報によれば、松竹の企画は若い観客層とマッチしていない。『男はつらいよ』シリーズ以外のヒット作の誕生が待たれる。 |
| 東宝     | 24       | 24       | 24       | 116億4570万円 | 前年の『影武者』や『復活の日』のような大作は無かったが、2年連続配給収入100億円突破を達成した。配給収入10億円の大台を突破したのは、『連合艦隊』（19億円）、『ドラえもん のび太の宇宙開拓史』（17.5億円）、『典子は、今』（14.6億円）、『ブルージーンズ メモリー』/『ねらわれた学園』（12.5億円）、『駅 STATION』（12.3億円）、『スニーカーぶる～す』/『帰ってきた若大将』（11億円）、『古都』（10.5億円）の7番組。『幸福』は堅調。『漂流』が惨敗だったのを除けば、ほぼ完勝。 1981年2月から1982年1月までの1年間では、たのきんトリオの3番組6作品（『スニーカーぶる～す』・『ブルージーンズ メモリー』・『グッドラックLOVE』など）が合計配給収入35億円となり、東宝全体の29.7％を占めた。 |
| 東宝     | 19       | 0        | 5        | 88.0%         | 前年の『影武者』や『復活の日』のような大作は無かったが、2年連続配給収入100億円突破を達成した。配給収入10億円の大台を突破したのは、『連合艦隊』（19億円）、『ドラえもん のび太の宇宙開拓史』（17.5億円）、『典子は、今』（14.6億円）、『ブルージーンズ メモリー』/『ねらわれた学園』（12.5億円）、『駅 STATION』（12.3億円）、『スニーカーぶる～す』/『帰ってきた若大将』（11億円）、『古都』（10.5億円）の7番組。『幸福』は堅調。『漂流』が惨敗だったのを除けば、ほぼ完勝。 1981年2月から1982年1月までの1年間では、たのきんトリオの3番組6作品（『スニーカーぶる～す』・『ブルージーンズ メモリー』・『グッドラックLOVE』など）が合計配給収入35億円となり、東宝全体の29.7％を占めた。 |
| 東映     | 28       | 28       | 28       | 71億8707万円  | 東映洋画部扱いの『さよなら銀河鉄道999 アンドロメダ終着駅』（11.5億円）と角川映画『魔界転生』（10.5億円）の2番組が配給収入10億円の大台を突破した。『青春の門』（8.2億円）、『野菊の墓』/『吼えろ鉄拳』（8億円）は、まずまずの結果。春休み、夏休みのまんがまつりは安定。古き良き映画の延長線上にある『仕掛人梅安』、『ダンプ渡り鳥』、『冒険者カミカゼ』（2億円）は惨敗で、企画の修正が必要とされる。 1981年2月から1982年1月までの1年間では、アイドル映画『魔界転生』・『野菊の墓』・『冒険者カミカゼ』・『セーラー服と機関銃』などの4番組7作品で合計配給収入43億円となり、東映全体の54.7％を占めた。 東映洋画部は『さよなら銀河鉄道999 アンドロメダ終着駅』のほか、『悪霊島』（8.5億円）・『スローなブギにしてくれ』（3.9億円）・『蔵の中』（1億円）と角川映画に依存することで年間配給収入30億円をクリアしている。 |
| 東映     | 23       | 0        | 5        | 92.3%         | 東映洋画部扱いの『さよなら銀河鉄道999 アンドロメダ終着駅』（11.5億円）と角川映画『魔界転生』（10.5億円）の2番組が配給収入10億円の大台を突破した。『青春の門』（8.2億円）、『野菊の墓』/『吼えろ鉄拳』（8億円）は、まずまずの結果。春休み、夏休みのまんがまつりは安定。古き良き映画の延長線上にある『仕掛人梅安』、『ダンプ渡り鳥』、『冒険者カミカゼ』（2億円）は惨敗で、企画の修正が必要とされる。 1981年2月から1982年1月までの1年間では、アイドル映画『魔界転生』・『野菊の墓』・『冒険者カミカゼ』・『セーラー服と機関銃』などの4番組7作品で合計配給収入43億円となり、東映全体の54.7％を占めた。 東映洋画部は『さよなら銀河鉄道999 アンドロメダ終着駅』のほか、『悪霊島』（8.5億円）・『スローなブギにしてくれ』（3.9億円）・『蔵の中』（1億円）と角川映画に依存することで年間配給収入30億円をクリアしている。 |
| にっかつ | 70       | 70       | 70       | 38億6974万円  | ロマンポルノ10周年記念作『ラブレター』/『モア・セクシー 獣のようにもう一度』（5.5億円）が稼動の新記録を樹立する。正月映画『後から前から』（3.6億円）も好調。シルバーウィークに公開された『嗚呼!おんなたち猥歌』/『悪女軍団』は不振。 |
| にっかつ | 67       | 3        | 0        | 123.5%        | ロマンポルノ10周年記念作『ラブレター』/『モア・セクシー 獣のようにもう一度』（5.5億円）が稼動の新記録を樹立する。正月映画『後から前から』（3.6億円）も好調。シルバーウィークに公開された『嗚呼!おんなたち猥歌』/『悪女軍団』は不振。 |

出典:「1981年度日本映画・外国映画業界総決算 日本映画」『キネマ旬報』1982年（昭和57年）2月下旬号、キネマ旬報社、1982年、118 - 125頁。

## 各国ランキング

### 日本配給収入ランキング
| 順位 | 題名                                   | 制作国                  | 配給                       | 配給収入 |
| ---- | -------------------------------------- | ----------------------- | -------------------------- | -------- |
| 1    | エレファント・マン                     | イギリス アメリカ合衆国 | 東宝東和                   | 24.5億円 |
| 2    | 007/ユア・アイズ・オンリー             | イギリス アメリカ合衆国 | ユナイテッド・アーティスツ | 21.5億円 |
| 3    | 連合艦隊                               | 日本                    | 東宝                       | 19億円   |
| 4    | ドラえもん のび太の宇宙開拓史          | 日本                    | 東宝                       | 17.5億円 |
| 5    | スーパーマンⅡ/冒険編                   | アメリカ合衆国          | ワーナー・ブラザース       | 16.5億円 |
| 6    | 典子は、今                             | 日本                    | 東宝                       | 14.6億円 |
| 7    | 男はつらいよ 寅次郎かもめ歌            | 日本                    | 松竹                       | 13.8億円 |
| 8    | 男はつらいよ 浪花の恋の寅次郎          | 日本                    | 松竹                       | 13.1億円 |
| 9    | ブルージーンズ メモリー/ねらわれた学園 | 日本                    | 東宝                       | 12.5億円 |
| 10   | 駅 STATION                             | 日本                    | 東宝                       | 12.3億円 |

| 順位 | 題名                                                        | 配給 | 配給収入 | 備考      |
| ---- | ----------------------------------------------------------- | ---- | -------- | --------- |
| 1    | 連合艦隊                                                    | 東宝 | 19.0億円 |           |
| 2    | ドラえもん のび太の宇宙開拓史 / 怪物くん 怪物ランドへの招待 | 東宝 | 17.5億円 |           |
| 3    | 典子は、今                                                  | 東宝 | 14.6億円 | [ 注 10 ] |
| 4    | 男はつらいよ 寅次郎かもめ歌 / 土佐の一本釣り                | 松竹 | 13.8億円 | [ 注 11 ] |
| 5    | 男はつらいよ 浪花の恋の寅次郎 / 俺とあいつの物語            | 松竹 | 13.1億円 |           |
| 6    | ブルージーンズ メモリー / ねらわれた学園                    | 東宝 | 12.5億円 |           |
| 7    | 駅 STATION                                                  | 東宝 | 12.3億円 | [ 注 12 ] |
| 8    | さよなら銀河鉄道999 アンドロメダ終着駅                      | 東映 | 11.5億円 | [ 注 13 ] |
| 9    | 青春グラフィティ スニーカーぶる〜す / 帰ってきた若大将      | 東宝 | 11.0億円 | [ 注 14 ] |
| 10   | 魔界転生                                                    | 東映 | 10.5億円 | [ 注 15 ] |
| 10   | 古都                                                        | 東宝 | 10.5億円 | [ 注 16 ] |

#3,#7,#9の出典:『キネマ旬報ベスト・テン85回全史 1924-2011』キネマ旬報社〈キネマ旬報ムック〉、2012年5月、400頁。ISBN 978-4873767550。
上記以外の出典:1981年配給収入10億円以上番組 - 日本映画製作者連盟
| 順位 | 題名                       | 製作国                            | 配給                       | 配給収入 | 備考      |
| ---- | -------------------------- | --------------------------------- | -------------------------- | -------- | --------- |
| 1    | エレファント・マン         | イギリスの旗 · アメリカ合衆国の旗 | 東宝東和                   | 24.5億円 | [ 注 17 ] |
| 2    | 007/ユア・アイズ・オンリー | イギリスの旗 · アメリカ合衆国の旗 | ユナイテッド・アーティスツ | 21.5億円 | [ 注 18 ] |
| 3    | スーパーマンII/冒険編      | アメリカ合衆国の旗                | ワーナー・ブラザース       | 16.5億円 | [ 注 19 ] |
| 4    | レイズ・ザ・タイタニック   | アメリカ合衆国の旗 · イギリスの旗 | 東宝東和                   | 08.5億円 |           |
| 5    | ブルース・ブラザース       | アメリカ合衆国の旗                | CIC                        | 07.7億円 |           |
| 6    | アメリカン・バイオレンス   | 日本の旗 · アメリカ合衆国の旗     | 東宝東和                   | 06.7億円 |           |
| 7    | ハンター                   | アメリカ合衆国の旗                | パラマウント映画           | 06.3億円 |           |
| 8    | ブラックホール             | アメリカ合衆国の旗                | 東宝東和                   | 06.0億円 |           |
| 9    | ヤング・マスター           | 香港の旗                          | 東宝東和                   | 04.9億円 |           |
| 10   | クリスタル殺人事件         | アメリカ合衆国の旗 · イギリスの旗 | 東宝東和                   | 04.7億円 |           |

#1,#3の出典:1981年配給収入10億円以上番組 - 日本映画製作者連盟
上記以外の出典:『キネマ旬報ベスト・テン85回全史 1924-2011』キネマ旬報社〈キネマ旬報ムック〉、2012年5月、400頁。ISBN 978-4873767550。

### 北米興行収入ランキング
| 順位 | 題名                              | スタジオ             | 興行収入     |
| ---- | --------------------------------- | -------------------- | ------------ |
| 1.   | レイダース/失われたアーク《聖櫃》 | パラマウント         | $212,222,025 |
| 2.   | 黄昏                              | ユニバーサル         | $119,285,432 |
| 3.   | スーパーマンII/冒険編             | ワーナー・ブラザース | $108,185,706 |
| 4.   | ミスター・アーサー                | ワーナー・ブラザース | $95,461,682  |
| 5.   | パラダイス・アーミー              | コロムビア           | $85,297,000  |
| 6.   | キャノンボール                    | 20世紀FOX            | $72,179,579  |
| 7.   | 炎のランナー                      | コロムビア           | $58,972,904  |
| 8.   | 007/ユア・アイズ・オンリー        | MGM                  | $54,812,802  |
| 9.   | 四季                              | ユニバーサル         | $50,427,646  |
| 10.  | バンデットQ                       | 20世紀FOX            | $42,365,581  |

出典: “1981 Domestic Yearly Box Office Results”.  Box Office Mojo. 2015年12月23日閲覧。

## 日本公開映画
1981年の日本公開映画を参照。

## 受賞
- 第54回アカデミー賞
  - 作品賞 - 『炎のランナー』
  - 監督賞 - ウォーレン・ベイティ（『レッズ』）
  - 主演男優賞 - ヘンリー・フォンダ（『黄昏』）
  - 主演女優賞 - キャサリン・ヘプバーン（『黄昏』）

- 第39回ゴールデングローブ賞
  - 作品賞 (ドラマ部門) - 『黄昏』
  - 主演女優賞 (ドラマ部門) - メリル・ストリープ（『フランス軍中尉の女』）、キャサリン・ヘプバーン（『黄昏』）
  - 主演男優賞 (ドラマ部門) - ヘンリー・フォンダ（『黄昏』）
  - 作品賞 (ミュージカル・コメディ部門) - 『ミスター・アーサー』
  - 主演女優賞 (ミュージカル・コメディ部門) - バーナデット・ピーターズ（『ペニーズ・フロム・ヘブン』）
  - 主演男優賞 (ミュージカル・コメディ部門) - ダドリー・ムーア（『ミスター・アーサー』）
  - 監督賞 - ウォーレン・ベイティ（『レッズ』）

- 第47回ニューヨーク映画批評家協会賞 - 『レッズ』

- 第34回カンヌ国際映画祭
  - パルム・ドール - 『鉄の男』（アンジェイ・ワイダ）
  - 男優賞 - ウーゴ・トニャッツィ（『ある愚か者の悲劇』）
  - 女優賞 - イザベル・アジャーニ（『ポゼッション』『カルテット』）

- 第38回ヴェネツィア国際映画祭
  - 金獅子賞 - 『鉛の時代』（マルガレーテ・フォン・トロッタ）

- 第31回ベルリン国際映画祭
  - 金熊賞 - 『急げ、急げ』 (カルロス・サウラ)

- 第5回日本アカデミー賞
  - 最優秀作品賞 - 『駅 STATION』（降旗康男）
  - 最優秀主演男優賞 - 高倉健（『駅 STATION』）
  - 最優秀主演女優賞 - 松坂慶子（『青春の門』『男はつらいよ 浪花の恋の寅次郎』）

- 第24回ブルーリボン賞
  - 作品賞 - 『泥の河』
  - 主演男優賞 - 永島敏行（『遠雷』）
  - 主演女優賞 - 松坂慶子（『青春の門』『男はつらいよ 浪花の恋の寅次郎』）
  - 監督賞 - 根岸吉太郎（『遠雷』『狂った果実』）

- 第55回キネマ旬報ベスト・テン
  - 外国映画第1位 - 『ブリキの太鼓』
  - 日本映画第1位 -  『泥の河』

- 第36回毎日映画コンクール
  - 日本映画大賞 - 『泥の河』

- 第36回文化庁芸術祭大賞
  - 映画部門（日本記録映画） - 『漆器づくりの要具 -手仕事の世界-』[48]
  - 映画部門（外国映画） - 『アレクサンダー大王』[49][50]

## 誕生
- 1月28日 - イライジャ・ウッド、アメリカの俳優
- 1月28日 - 星野源、日本の俳優、歌手
- 2月2日 - 北川弘美、日本の女優
- 2月9日 - 知念里奈、日本の歌手、女優
- 2月21日 - 要潤、日本の俳優
- 2月22日 - エロディ・ユン、フランスの女優
- 3月2日 - ブライス・ダラス・ハワード、アメリカの女優
- 3月5日 - 忍成修吾、日本の俳優
- 3月10日 - 杉浦太陽、日本の俳優
- 3月31日 - 新谷良子、日本の声優
- 4月19日 - ヘイデン・クリステンセン、カナダの俳優
- 6月8日 - 野中藍、日本の声優
- 6月9日 - ナタリー・ポートマン、イスラエル・アメリカの女優
- 7月7日 - 滝沢沙織、日本の女優
- 7月27日 - 星野真里、日本の女優
- 8月5日 - 柴咲コウ、日本の女優
- 8月5日 - 浜野謙太、日本の俳優
- 8月22日 - 斎藤工、日本の俳優
- 8月29日 - エミリー・ドゥケンヌ、ベルギーの女優
- 9月2日 - 木内晶子、日本の女優
- 9月14日 - 安達祐実、日本の女優
- 11月4日 - 尾野真千子、日本の女優
- 11月7日 - 内山理名、日本の女優
- 11月19日 - 中村繪里子、日本の声優
- 11月21日 - 池脇千鶴、日本の女優
- 12月19日 - 佐藤江梨子、日本の女優

## 死去
| 日付 | 日付 | 名前                     | 国籍                            | 年齢 | 職業           |
| ---- | ---- | ------------------------ | ------------------------------- | ---- | -------------- |
| 1月  | 1日  | ボーラ・ボンディ         | アメリカ合衆国の旗              | 92   | 女優           |
| 1月  | 10日 | リチャード・ブーン       | アメリカ合衆国の旗              | 63   | 俳優           |
| 1月  | 16日 | バーナード・リー         | イギリスの旗                    | 73   | 俳優           |
| 3月  | 15日 | ルネ・クレール           | フランスの旗                    | 82   | 映画監督       |
| 4月  | 7日  | ノーマン・タウログ       | アメリカ合衆国の旗              | 82   | 映画監督       |
| 4月  | 18日 | 横森久                   | 日本の旗                        | 52   | 俳優・声優     |
| 5月  | 1日  | 五所平之助               | 日本の旗                        | 79   | 映画監督       |
| 5月  | 5日  | パウル・ヘルビガー       | オーストリアの旗                | 87   | 俳優           |
| 5月  | 22日 | ボリス・セイガル         | アメリカ合衆国の旗              | 57   | 映画監督       |
| 5月  | 24日 | 川喜多長政               | 日本の旗                        | 78   | 東宝東和会長   |
| 7月  | 4日  | 木村功                   | 日本の旗                        | 58   | 俳優           |
| 7月  | 19日 | 伊藤大輔                 | 日本の旗                        | 82   | 映画監督       |
| 7月  | 27日 | ウィリアム・ワイラー     | アメリカ合衆国の旗              | 79   | 映画監督       |
| 8月  | 1日  | パディ・チャイエフスキー | アメリカ合衆国の旗              | 58   | 作家・脚本家   |
| 8月  | 4日  | メルヴィン・ダグラス     | アメリカ合衆国の旗              | 80   | 俳優           |
| 8月  | 18日 | アニタ・ルース           | アメリカ合衆国の旗              | 93   | 脚本家         |
| 9月  | 22日 | 河原崎長十郎 (4代目)     | 日本の旗                        | 78   | 歌舞伎役者     |
| 9月  | 27日 | ロバート・モンゴメリー   | アメリカ合衆国の旗              | 77   | 俳優           |
| 10月 | 5日  | グロリア・グレアム       | アメリカ合衆国の旗              | 57   | 女優           |
| 10月 | 24日 | イーディス・ヘッド       | アメリカ合衆国の旗              | 83   | 衣裳デザイナー |
| 10月 | 26日 | 伴淳三郎                 | 日本の旗                        | 73   | 俳優           |
| 10月 | 28日 | 芥川比呂志               | 日本の旗                        | 61   | 俳優・演出家   |
| 11月 | 2日  | ギスラン・クロケ         | ベルギーの旗                    | 57   | 撮影監督       |
| 11月 | 4日  | ジャン・ユスターシュ     | フランスの旗                    | 42   | 映画監督       |
| 11月 | 12日 | ウィリアム・ホールデン   | アメリカ合衆国の旗              | 63   | 俳優           |
| 11月 | 27日 | ロッテ・レーニャ         | オーストリアの旗                | 83   | 歌手・女優     |
| 11月 | 29日 | ナタリー・ウッド         | アメリカ合衆国の旗              | 43   | 女優           |
| 12月 | 28日 | アラン・ドワン           | カナダの旗 · アメリカ合衆国の旗 | 96   | 映画監督       |

主な出典：「1981年映画物故人リスト」『キネマ旬報』1982年（昭和57年）2月下旬号、キネマ旬報社、1982年、115頁。